# José de Anchieta Fontana
Pour les articles homonymes, voir Fontana.
José de Anchieta Fontana, né le 25 février 1943 à Santa Teresa (Brésil) et mort le 9 septembre 1980, est un footballeur international brésilien évoluant au poste de défenseur.

## Biographie
Fontana commence sa carrière au Vitória FCen 1958 avant d'être transféré dans un autre club de la ville, le Rio Branco AC, avec lequel il remporte deux Championnats de l'État de l'Espírito Santo. Il rejoint ensuite en 1962 le CR Vasco da Gama où il remporte deux Coupes Guanabara et un Tournoi Rio-São Paulo. En 1969, Fontana signe pour le Cruzeiro EC. Il remporte deux Championnats du Minas Gerais avant de prendre sa retraite en 1972.
Il est sélectionné en équipe du Brésil de football où il joue sept matches et avec lequel il est sacré champion du monde en 1970.
Il décède en 1980 à la suite d'une attaque cardiaque durant un match entre amis.

## Palmarès
- Vainqueur de la Coupe du monde de football de 1970 avec l'équipe du Brésil de football.
- Vainqueur du Championnat de l'Espírito Santo de football en 1959 et 1962 avec le Rio Branco AC.
- Vainqueur de la Coupe Guanabara en 1965 et 1967 avec le CR Vasco da Gama.
- Vainqueur du Tournoi Rio-São Paulo de football en 1966 avec le CR Vasco da Gama.
- Vainqueur du Championnat du Minas Gerais de football en 1969 et 1972 avec le Cruzeiro EC.